# Sclerasterias alexandri
Sclerasterias alexandri är en sjöstjärneart som först beskrevs av Ludwig 1905.  Sclerasterias alexandri ingår i släktet Sclerasterias och familjen trollsjöstjärnor. Inga underarter finns listade i Catalogue of Life.